# Hallkell Hrósskelsson
Hallkell Hrósskelsson (905 - 940) fue un caudillo vikingo, según las sagas nórdicas el segundo goði de Hallkelsstaðir, Gilsbakki, Mýrasýsla en Islandia. Era hijo de Hrosskell Þorsteinsson.

## Herencia
Se casó con Þuríður sáþistill Gunnlaugsdóttir (n. 892), una hija de Gunnlaugur Hrómundsson, y de esa relación nacieron seis hijos:
- Finnvarður Hallkelsson (n. 930)
- Illugi Hallkelsson
- Tindr Hallkelsson
- Þórarinn Hallkelsson (n. 936)
- Gríma Hallkelsdóttir (n. 939), que casó en dos ocasiones, la primera con Þorkell Einarsson (n. 945), con quien tuvo dos hijos; y la segunda con Þorgils Arason con quien tuvo tres hijos.
- Þorkell Hallkelsson (n. 940), casado con Helga Þorsteinsdóttir (n. 983), una hija de Þorsteinn Egilsson.